# Tudrus
Tudrus (auch Tuder) war in der frühen römischen Kaiserzeit ein Herrscher der Quaden, die als ein suebischer Teilstamm im Maingebiet siedelten, und Zeitgenosse des Markomannenkönigs Marbod. Um das Jahr 8 n. Chr. führte wahrscheinlich Tudrus die Quaden aus dem Maingebiet an die mittlere Donau und gründete dort als ihr König (rex) ein eigenes Quadenreich.

## Antike Quellen
Tudrus wird nur von Tacitus im 42. Kapitel der Germania erwähnt. Tacitus schreibt von den Herrschergeschlechtern der Markomannen und Quaden, dass sie auf Marbod und Tudrus zurückgehen. Erst jetzt, zum Zeitraum der Niederschrift seiner Germania, gebe es bei ihnen auch von Rom eingesetzte Klientelkönige. Neben dem Markomannenherrscher Marbod war Tudrus demnach der König der Quaden. Das muss weit vor 19 n. Chr. gewesen sein, das heißt vor Marbods Exilzeit in Ravenna.

## Auszug der Quaden vom Main- ins Mitteldonaugebiet
Der Teilstamm der Quaden aus der Gemeinschaften der Mainsueben war, so die historische und archäologische Quellenlage, in der römischen Kaiserzeit ein „Zwillingsstamm“ der Markomannen. Die Quaden (Suebi) siedelten zur Zeit Caesars nördlich des unteren und mittleren Mains als ein großer Teilstamm der Sueben. Die Feldzüge der Römer unter Drusus führten im Jahr 9 v. Chr. eine Auflösung der Suebenherrschaft in Hessen und im Maingebiet herbei. Die suebischen Markomannen und Quaden wanderten um 8 n. Chr. größtenteils aus ihren Siedlungen am Main an die mittlere Donau ab. Beide Stämme zogen nach Osten an die mittlere Donau, die Markomannen unter Marbod, die Quaden wahrscheinlich unter Tudrus, und gründeten im neuen Gebiet jeweils ein eigenes Reich. Der Umzug der Quaden unter Trudus wird trotz der kaum deutbaren Quellenlage in der Forschung allgemein akzeptiert.
Die Markomannen kamen nach Böhmen, während die Quaden eine Region östlich der Markomannen besiedelten, das heißt nördlich der mittleren Donau, zunächst Südmähren und den östlichen Teil Niederösterreichs, bald danach auch die Südwestslowakei. In der Mitte des ersten Jahrhunderts n. Chr. reicht das Quadenreich weiter nach Osten bis zum Donauknie, in der späten römischen Kaiserzeit bis in das Gebiet des heutigen Vác.
Vom regnum Vannianum des von Rom eingesetzten Klientelkönigs Vannius wird in der Forschung allgemein angenommen, dass es während der Zeit der Markomannenkriege in das romunabhängige Gesamtreich der Quaden aufgegangen ist. Denn nach der subscriptio zum ersten Buch von Marc Aurels Selbstbetrachtungen hat der Kaiser dieses an der Gran ἐν τοῖς Κουάδοις – bei den Quaden – geschrieben. Dass es zu einem Zusammenfall beider Reiche gekommen ist, steht fest, lediglich der Zeitpunkt wird in der Forschung kontrovers diskutiert.
Von einer Vereinigung der Quadenreiche bereits unter Vannius geht anders Ludwig Schmidt aus: Schon Tacitus nennt in seiner Germania kein Vanniusreich, und Schmidt zieht aus dessen Nachricht retro Marsigni, Cotini, Osi, Buri terga Marcomannorum Quadorumque claudunt in der Germania den Schluss, dass der Name der Quaden spätestens damals auch die Vannianischen Quaden einbezog. Von Vannius nimmt Schmidt an, dass er eng mit Tudrus verwandt war und diesem in der Herrschaft über die Quaden folgte, jedoch ist diese Annahme von keiner Quelle gestützt. Mit Recht, so Andreas Hofeneder, hält es Rudolf Much für unentscheidbar, in welchem Verhältnis Vannius und seine Neffen Vangio und Sido zum genus Tudri standen. Dennoch wird von der Forschung Tacitus meistens im Sinne einer direkten Abstammung des Vannius aus diesem Königsgeschlecht gedeutet. Eine eindeutige Entscheidung in dieser Frage scheint vorläufig nicht möglich.
Trotz aller Annahmen ist der nur von Tacitus im 42. Kapitel der Germania erwähnte Tudrus aufgrund der unsicheren Quellenlage für die Forschung kaum mehr als ein Name.

## Namenkundliches
Tacitus nennt den Namen im Genitiv, Tudri, so dass nicht gesagt werden kann, ob als Nomen Tuder oder Tudrus anzusetzen wäre. Eher wird Tudrus als Tuder akzeptiert, die Namensform ist jedoch nicht sicher, da der Genitiv Tudri beide Möglichkeiten zulässt, wie allgemein in der Namenforschung angenommen wird. Karl Müllenhoffs Annahme, das Monumentum Ancyranum unterstütze Tudrus, wurde nicht aufrechterhalten. Denn der griechische Text enthält zwar in der Nennung der Könige, die sich Augustus unterwarfen, nach Μαρκομανων eine Lücke von etwa 13 Buchstaben Länge und dann die Endung ρος, doch sind anders im lateinischen Text die Worte Mar(c)omanorum Sueboru mit einer darauf folgenden langen Lücke enthalten. In älterer Literatur wurde diskutiert, ob in die Lücke des griechischen Textes *Souebōn und dann *Segime oder *Toud passen würde. In Frage gestellt wurde die Bezugnahme auf Tudrus auch deshalb, weil die Formulierung bei Tacitus nahelegt, Tudrus als Quaden anzusehen, das Monumentum Ancyranum hingegen einen Markomannen erwähnt. Neuere Literatur nimmt lediglich Ergänzungen vor, statt mit weiteren Argumenten zur Diskussion beizutragen. Müllenhoff und Much überlegen einen Bezug zu angelsächsisch tūdor ,Nachkommenschaft`, Much verband ihn auch mit angelsächsisch týdre ,sanft`. Eine Grabstele Tudro Ariomani liberto aus Lichtenwörth bei der Wiener Neustadt könnte sich auf einen späteren Markomannen oder Quaden dieses Namens beziehen, einen Beleg dafür gibt es nicht.